# Bryan Gasperoni
Bryan Gasperoni (San Marino, 27 settembre 1974) è un ex calciatore sammarinese, di ruolo centrocampista.

## Carriera

### Club
Dal 2000 al 2009 gioca per il Murata fatta eccezione per il periodo dal 2001 al 2003 dove gioca per il Domagnano e del periodo dal 2004 al 2005 dove gioca per il Novafeltria.

### Nazionale
Con la maglia del San Marino ha giocato 26 partite.